# Whitfield Diffie
Bailey Whitfield 'Whit' Diffie (Washington, D.C., 5 de junho de 1944) é um matemático e criptógrafo estadunidense.
Pioneiro em criptografia de chave pública.
Formado pelo Instituto de Tecnologia de Massachusetts (MIT) e entusiasta da contracultura, ele se interessava muito pela criptografia. Junto com Martin Hellman criou o conceito de criptografia de chave pública.
Atualmente é vice presidente e chefe de segurança da Sun Microsystems.
Diffie foi eleito Membro Estrangeiro da Royal Society (ForMemRS) em 2017.